# Аллах
Алла́х (араб. الله‎ [ʔalˤːɑːh]о файле, дословно — «Бог») — арабское слово, означающее единого и единственного Бога-Творца, и господина Судного дня. В исламе — единый Бог-Творец мира, пославший к людям пророков и заключительного посланника (расуль) Мухаммада. В других авраамических религиях (иудаизм и христианство) слово Аллах используется арабами и арабоязычными в молитвах и для богослужениях на арабском (родном для них) языке для обращения к Богу. В доисламской Аравии Аллах был высшим божеством и творцом всего сущего.
В исламе Аллах считается идентичным Богу иудеев и христиан.
В Коране резко подчёркивается единственность Аллаха. Бог всемогущий, всесущий, всеобъемлющий, вечный, единосущный. У него «нет никаких сотоварищей», «превыше Он того, что… Ему придают в соучастники» (9:31). Признание существования сотоварищей Аллаха — главное преступление против ислама. Ислам особо осуждает и отвергает попавшие в уста Мухаммада по злому умыслу Иблиса фразы (позднее отменённые), в которых дочерьми Аллаха названы три древнеаравийские богини Аллат, Узза и Манат.
Представляется в первую очередь творцом и господином 
Страшного суда. Коран постоянно возвращается к темам творения, суда и воздаяния, совершенства Всевышнего его единственности и единства, всемогущества и милосердия. Особо акцентируется внимание на знамениях всесилия Аллаха и его «прекрасных именах», через которые только и открывается человеку сущность Бога. Всевышний одновременно и страшен, и милостив. Он именуется «покровителем», «путеводителем», «лучшим прибежищем». Большинство мусульманских богословов склонно аллегорически толковать упоминания рук, лица, глаз, трона Аллаха. Нет достаточных оснований считать эти выражения рудиментами более древних представлений об Аллахе.
Краткая форма символа веры ислама (шахады) гласит: «Нет иного божества, кроме Аллаха, и Мухаммад — посланник Аллаха!».

## Этимология

Написание слова Аллах на арабском языке: 1. алиф 2. хамза васль 3. лям 4. лям 5. шадда 6. надстрочный алиф 7. ха

В арабистике считается, что слово Аллах расшифровывается как аль-илах и является результатом слияния определённого артикля единственного числа аль (الـ al) и илах (إلٰهٌ ilah) — слова, означающего Бог, однокоренного с еврейским «Элохи́м» в Торе, арамейским «Элах», сирийским «Ало́хо» и аккадским «И́лу».
По мнению некоторых мусульманских богословов, Аллах — имя собственное, не образованное от каких-либо семантических корней (гайр муштакк).
Слово «Аллах» всегда употребляется в единственном числе во всех Писаниях ислама, указывая на Единство и Единственность Бога как подтверждение отвержения политеизма.
В арабском переводе Библии слово «Бог» также переводится как «Аллах».
В то же время, обычно, когда речь идёт об исламе, для обозначения Бога всё равно применяется слово «Аллах», даже не в арабоязычной среде.

## Имена Аллаха

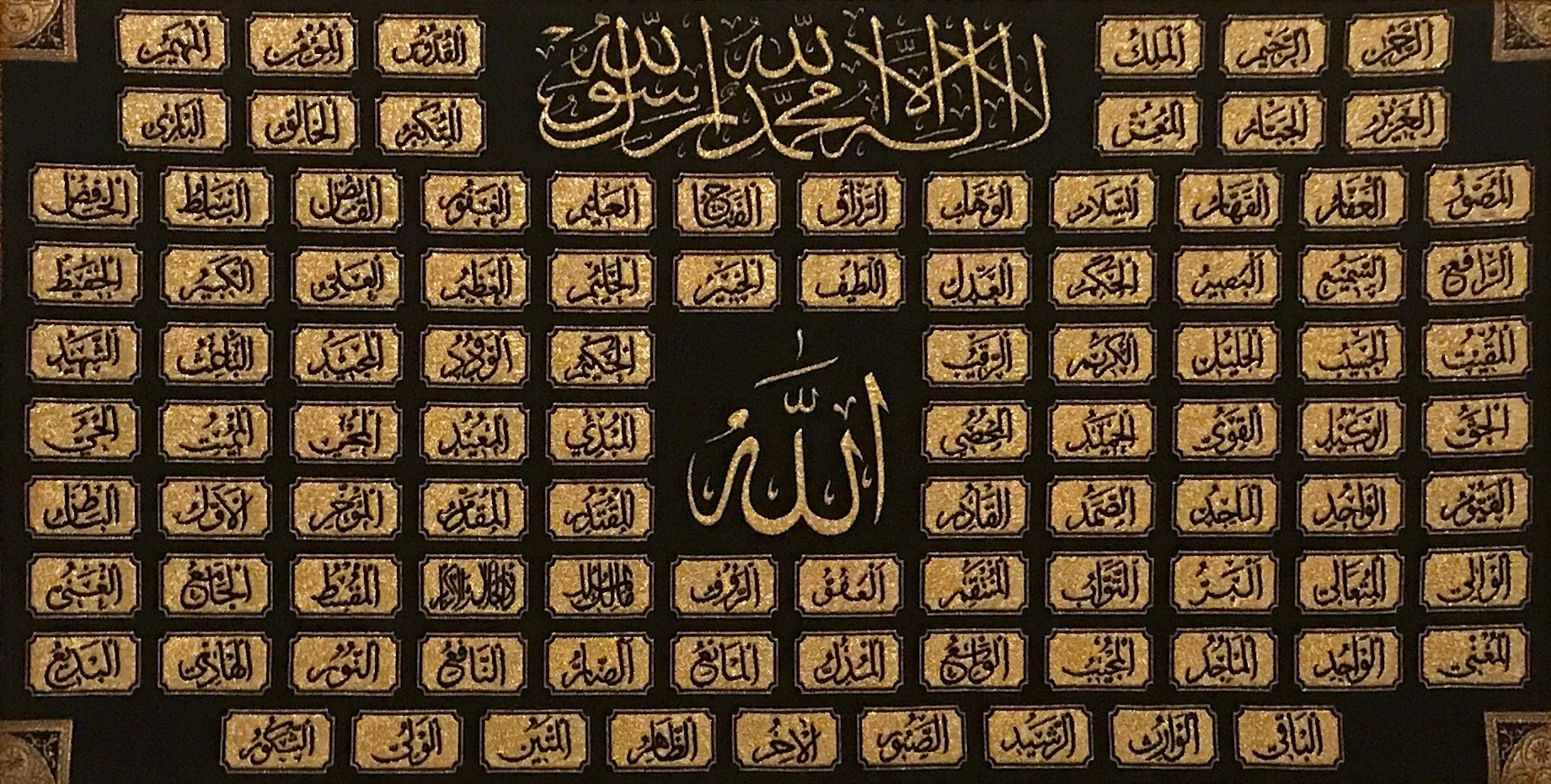
Lahdenmoskeijan99Allahinnimitaulu (cropped).jpg

В исламской традиции существует понятие атрибутивных имён Аллаха. Все эти имена выражают качества Аллаха, которыми он выражает своё присутствие в сотворённом мире. То есть, несмотря на множественность имён Аллаха, все они принадлежат только ему. Их нельзя уподоблять качествам творений. Известен следующий хадис пророка Мухаммада: «У Аллаха девяносто девять имён, сто без одного. Тот, кто станет перечислять их — войдёт в Рай». Например, именами Аллаха являются упомянутые в Коране Ар-Рабб (Господь), Ар-Рахман (Милостивый), Ар-Рахим (Милосердный), Аль-Хайй (Живой), Аль-Ахад (Единый) и т. д. Однако число имён Аллаха не ограничивается девяносто девятью, потому что у Аллаха есть имена, не упомянутые в Коране и Сунне.
99 имён Аллаха, объединённых в единый список, определяются достоверным хадисом, переданным от Абу Хурайры (одного из наиболее известных сподвижников пророка Мухаммада).

## Доисламская Аравия
В древнеарабской мифологии именем Аллаха называли верховное божество, почитавшееся в Северной и Центральной Аравии в качестве бога-предка и демиург, бог неба и дождя. Аллах считался создателем мира и людей, главой и отцом богов. Он понимался как бог, далёкий от человека, и не считался покровителем какой-то определённой этнической группы. Святилищ этого божества не существовало. Супругой Аллаха в мифологии была Аллат - у арабов Сирийской пустыни или Узза - в представлениях юга Центральной Аравии. В других районах эти персонажи наряду с Манат почитались в роли дочерей Аллаха.
Слово Аллах видимо представляет собой замену запретного имени божества и было образовано из нарицательного илах («бог») с определённым артиклем, что означало «известный бог», «этот бог», «бог по преимуществу». Остаётся неясным, всегда ли это наименование применялось к одному североарабскому божеству или так именовали разных локальных богов со сходными функциями, поскольку во многих местностях Аллаха отождествляли с главными местными богами, почитавшимися как хозяева страны, например с Хубалом, предположительно, с Душарой.
Предполагается, что Аллах стало именем божества, которое появилось уже в поздней древнеарабской мифологии как результат слияния верховных местных богов. Аллаха иногда отождествляли с единым богом стихийных аравийских монотеистов — ханифов. В Мекке Аллах, видимо, как Аллах-Хубал, был особо почитаем среди всех других богов. Последние обстоятельства, как и специфика этого божества («оторванность» от людей, несвязанность с определённой этнической группой, отсутствие посвящённых ему святилищ) и было использовано Мухаммадом, соединившим, таким образом, элементы доисламских верований и монотеизм мусульманской мифологии.
Коран также упоминает доисламского Аллаха (29:61-63; 31:24; 39:39; 43:87).

## В Коране
Согласно исламскому вероучению, Коран — прямая речь Аллаха, обращённая к пророку Мухаммаду непосредственно или через ангела Джибриля (библ. Гавриил). Аллах мусульман в принципе идентичен Богу христиан и иудеев. Образ Аллаха является стержнем всей проповеди Корана; как в мекканский, так и в мединский периоды написания сур (глав) Корана основные черты Аллаха неизменны, хотя акценты на разные черты в разные периоды различны. Одна из главных тем Корана — единственность и внутреннее единство Аллаха. Вера в него противопоставляется многобожию.
Согласно Корану Он Един — единственный, у него нет и не может быть никаких «сотоварищей», «не родил и не был рождён, и не был Ему равным ни один». В Коране постоянно говорится о том, что Аллах совершенен, могуществен (араб. — аль-Азиз) и величественен (араб. — аль-Джалиль). Ему подчинено всё в мире, ничто не совершается без Его воли и без его ведома. Он опекает свои творения, милостив (араб. — ар-Рахман) по отношению к людям, милосерден (араб. — ар-Рахим) и всепрощающ (араб. -аль-Афув). Люди должны осознавать могущество и величие Аллаха, подчинять себя ему, быть покорными («ислам» с арабского и значит «покорность»), богобоязненными (таква), благочестивыми. Они должны верить Аллаху и всегда полагаться на его волю и милость.
Аллах в Коране выступает в качестве Единственного Творца, Создавшего всё сущее, включая человека, и то, чем он живёт (ризк). Он творит вещи своим приказом (повелевающим словом «Будь»). Аллах для людей — единственный подлинный царь (араб. малик‎) и судья (араб. хакам‎), воздающий людям за их добрые и греховные поступки. Одно из часто встречающихся коранических описаний (сюжетов) — наказание народов и селений, жители которых не захотели слушать его посланников и совершали множество грехов. Время от времени Аллах посылает к людям своих пророков (араб. наби‎) и посланников (араб. расуль‎), которые призваны нести людям весть об Аллахе. Последним таким посланником провозглашён Мухаммад, посланный ко всему человечеству.
Аллах имеет возможность в любой момент уничтожить землю, воскресить мёртвых (бас бад аль-маут) и собрать воскрешённых (хашр) на киямат. Каждому человеку будет воздано за его деяния либо блаженством в раю (джаннат), либо низвержением в ад (джаханнам). По данным одного из источников, образ суда и наказаний неверных (кафир) составляет значительную часть первых проповедей пророка Мухаммада.
Аллах проявляет себя людям в своих творениях. Все творения Аллаха — это его знамения людям. Одним из чудес (муджизат) Аллаха является Коран.

## Богословские проблемы
В ряде аятов Корана Аллах описывается слишком конкретно или противоречиво. Это вызывало споры среди различных мусульманских течений, а также использовалось немусульманами в антиисламской полемике. Однако мусульманские богословы едины в том, что эти аяты содержат лишь кажущиеся противоречия, которые на самом деле взаимодополняют друг друга.
В Коране многократно говорится о том, что все дела человека сотворены Аллахом, что всё в мире происходит лишь с его ведома (см. кадар). Одновременно всячески подчёркивается, что человек ответственен за свои поступки, за которые он получит воздаяние. Контрастность этих суждений об отношениях Бога и человека стала поводом для споров в среде исламских богословов. Аналогичная ситуация произошла с аятами-муташабихат, в которых об Аллахе говорится метафорически как о существе, имеющем части тела, как у человека (рука, лицо, глаза), и совершающем человеческие действия (сидит на Троне, приходит и т. д.).
Учение об Аллахе — основа исламской религии и богословия, а догмат о единственности и единстве Аллаха (таухид) — главный догмат ислама.
Различные аспекты природы Аллаха обсуждались и разъяснялись в хадисах, в толкованиях Корана (тафсирах), в специальных богословских сочинениях (акида). Две главные проблемы:
- сущность природы Аллаха (вуджуд Аллах, ат-таухид);
- природа деяний Аллаха (аф’аль та’ала, аль-'адль)[15].

На протяжении VIII—XII веков главные дискуссии вызывала проблема качеств (атрибутов) Аллаха и их соотношения с его сущностью. Традиционалисты требовали принимать содержащиеся в Коране упоминания о качествах Аллаха без рассуждений — би-ля кайфа (см. хашавиты, ташбих). Другие течения отрицали существование у Аллаха качеств или толковали их символически (см. джахмиты, мутазилиты). С IX—X веков распространились представления о реальном существовании у Аллаха свойств, неразрывно связанных с его божественной сущностью (см. калам, ашариты, матуридиты). Предметом разногласий богословов было реальное содержание таких качеств Аллаха, как «видимость» (лицезрение его людьми в День суда и праведниками в раю) и «речь». Один из важных богословских споров VIII—X веков — вопрос о сотворённости или несотворённости «речи Аллаха» (Корана). В богословской среде также обсуждалась возможность толкования (или отказа от толкования) «антропоморфических» выражений в Коране.

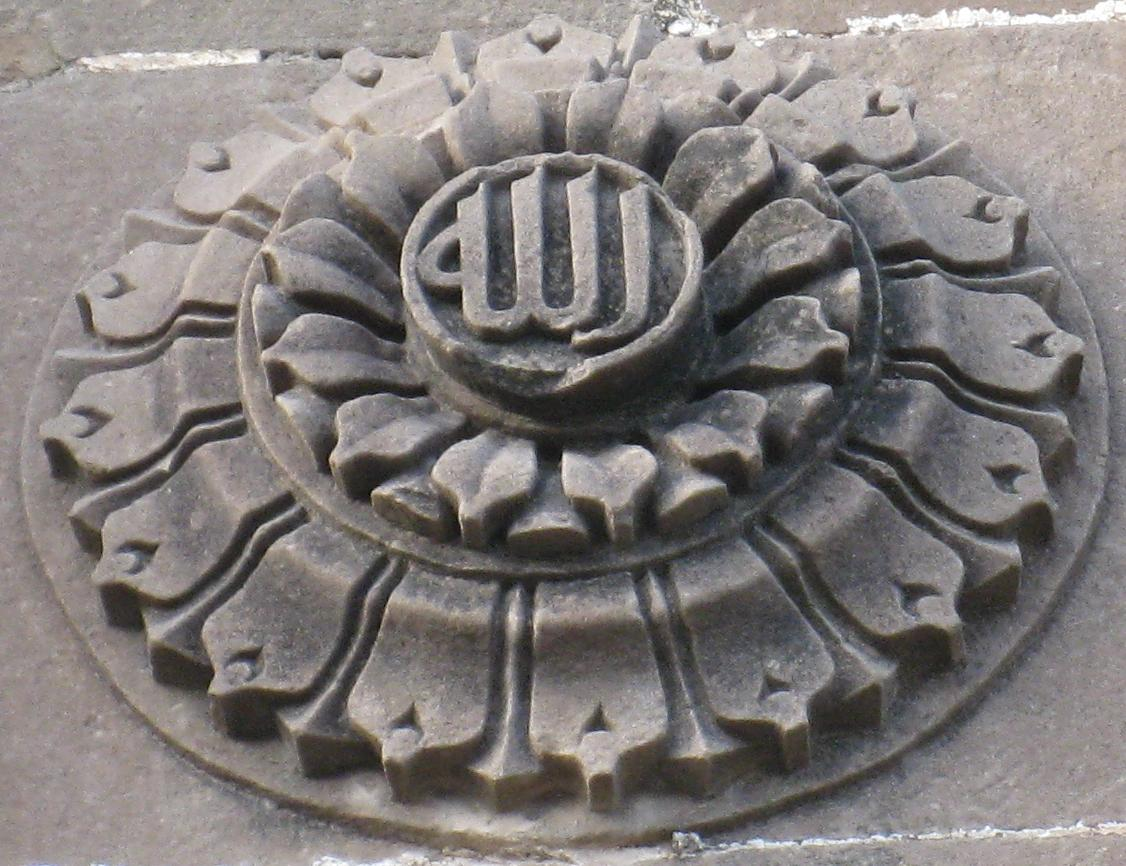
Крепость Рохтас, Пакистан

Исламское богословие, по существу, зародилось в конце VII—VIII веков с обсуждения вопроса сочетания принципа справедливого воздаяния людям за их поступки с всемогуществом Аллаха и творением им всех человеческих поступков (см. кадариты, джабриты, мурджииты). Исходя из текстов Корана и хадисов, традиционалисты отказывались от окончательного решения проблемы. Мутазилиты и другие богословские школы допускали способность человека творить свои поступки. В X—XII веках сложилось несколько концепций, примиряющих конечную зависимость поступков человека от божественной воли с действиями человека по осуществлению этого поступка через «выбор», «приобретение», «способность к его совершению» и так далее (ихтияр, касб, иститаа).
Проблемы связи между людьми и Аллахом нашли развитие в шиитских воззрениях на имамат.
Суфии рассматривали проблему природы Аллаха как проблему пути его познания, постижения его сущности не разумом, а посредством любви (араб. — махабба), упования во всём на Аллаха (араб. — таваккуль) и аскетизма (зухд). Суфийская концепция вахдат аш-шухуд предполагает нисхождение Аллаха в сердце мистика, а вахдат аль-вуджуд — растворение человека в божественной сущности.
Мусульманские философы уделяли главное внимание познанию Аллаха с помощью разума и рациональным доказательствам необходимости его существования. Для философов Аллах — высшее и необходимое совершенство, высший Разум и высшая Любовь, который творит мир, воплощаясь в нём через иерархию эманации (см. фалсафа).

## Единобожие
Для обозначения догмата о единственности и единстве Аллаха мусульмане используют термин таухид (араб. — Единобожие). Концепция таухида является одним из основных, фундаментальных догматов ислама, который означает прежде всего отрицание политеизма (араб. — ширк), выражающееся в формуле «нет никакого божества, кроме Аллаха». Слово таухид происходит от глагола «ваххада», что означает «делать что-либо единым», «считать что-либо единственным». На уровне спекулятивной теологии проблема таухида решалась в плане объяснения соотношения сущности (зат) Аллаха и Его атрибутов (сифат), Творца и Его творений.

### Понятие
Таухид означает признание того, что Аллах является единственным Творцом — Господом всего сущего. Он «обладает прекрасными именами и совершенными качествами». Наиболее полно и ясно раскрывают сущность доктрины единобожия мекканский суры Корана, в частности сура «аль-Ихлас».
Основным принципом таухида является утверждение того, что существует только один Бог-Творец, сотворивший всё сущее бытие. Он вечен и управляет всеми процессами во вселенной. Все нуждается в Нём, а Он не нуждается ни в чём, и ни в ком. Доктрина таухида отвергает христианскую Троицу и утверждения о том, что якобы у Бога могут быть сыновья или дочери. Таухид отвергает и утверждения иудеев о том, что Творец благоволит только одному избранному народу.

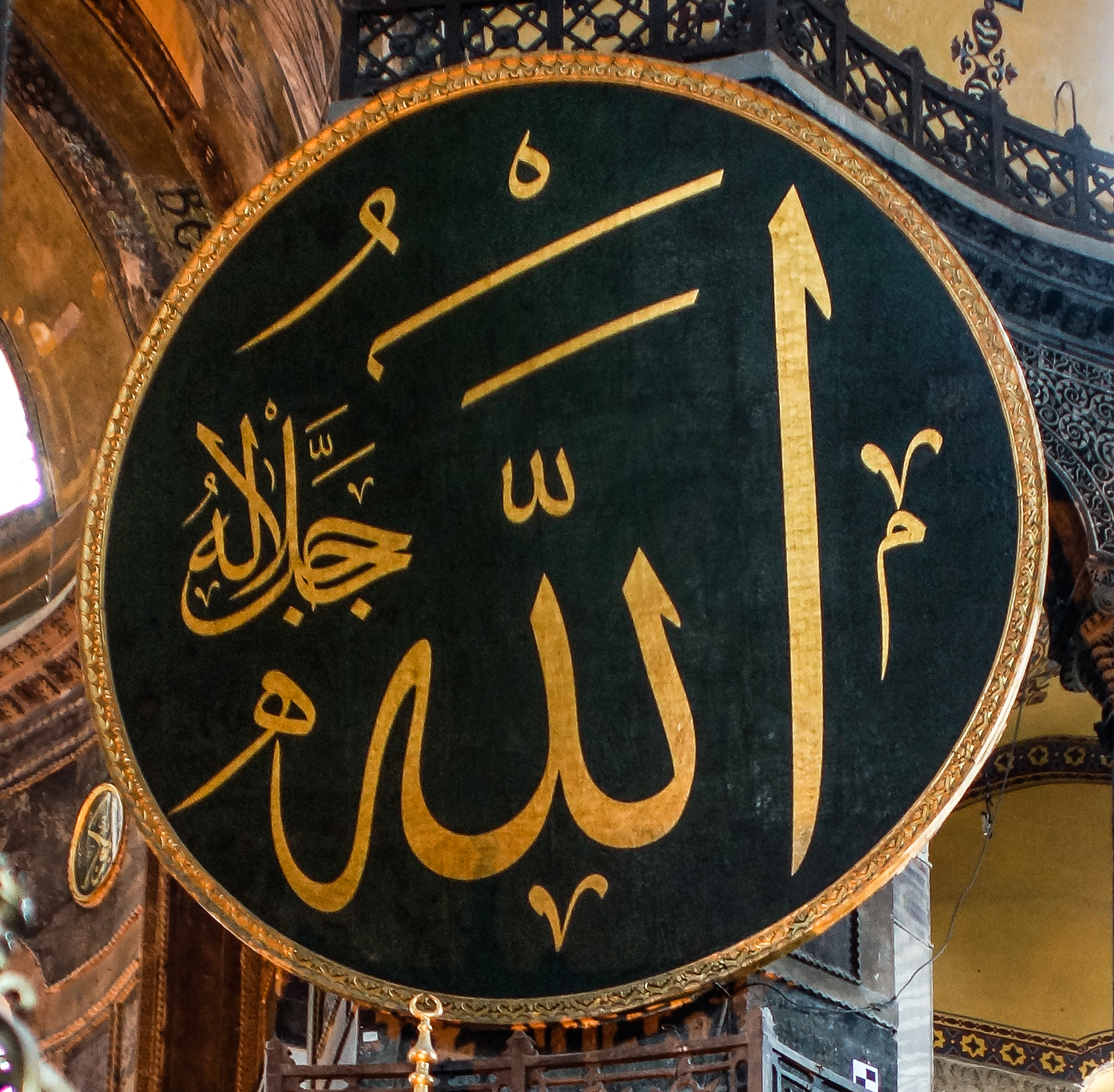
Медальон с именем «Аллах» в Айя-Софие, Стамбул

Важной частью доктрины таухида является необходимость поклонения только лишь Аллаху. Актами служения являются не только конкретные религиозные обряды, но и вся жизнь, все поступки человека. Люди должны в точности исполнять все повеления Аллаха и совершать только разрешенное и воздерживаться от совершения запрещённого Им.
Аллаху присущи атрибуты, которые не являются чем-то отличным от Его сущности. Он имеет различные имена (исма аль-хусна), носящие атрибутивный характер. В обязанности мусульманина входит вера во все имена и качества Аллаха, упомянутые в Коране и достоверных хадисах. Эти имена и качества необходимо понимать так, как они описаны в священных текстах (насс), не уподобляя (ташбих) их именам и качествам творений и не отказываясь от их истинного значения.
Аллах, обладающий абсолютной силой, властью и могуществом, может создавать различные формы живой и неживой природы и уничтожать их. Всё, что происходит в этом мире, имеет глубокий смысл, и всё построено по изначальному плану Творца. Ему также принадлежат законодательные функции. Аллах присутствует в сотворённом Им мире и управляет всеми процессами, благодаря чему Его творения обладают способностью к жизнедеятельности и обеспечиваются необходимыми для этого средствами (ризк).
Аллах милостив и справедлив к его творениям. Он не желает им зла. Те, кто поступает несправедливо, будут держать ответ перед Аллахом во время киямата (день Божьего Суда) и понесут справедливое наказание.

### Понимание таухида в различных течениях
Принципы доктрины единобожия были подробно изучены и систематизированы мусульманскими богословами.
Мутазилитская теология включала в понятие таухида отрицание отличных от сущности Аллаха и вечных его атрибутов.
Ашариты и сифатиты толковали таухид как признание единственности Аллаха в отношении его сущности (вахид фи затихи ля шарика лаху), его вечных атрибутов (вахид фи сифатихи аль-азалия ля назира лаху) и его действий (вахид фи аф’алихи ля шарика лаху).
Ханбалиты, в частности Ибн Таймия, включали в понятие таухид признание только за Аллахом божественной природы (таухид аль-улюхия); признание его единственным Творцом и путеводителем (таухид ар-рубубия); и полную самоотдачу человека Аллаху (таухид аль-’убудия).

Понимание таухида в суфизме сводилось к отрицанию многобожия и считалось достоянием рядовых верующих (таухид аль-’амма). Суфии выделяли три главные формы таухида:
- растворение человеческой воли в божественной (таухид иради);
- самоуничтожение (фана') человека в его бытии (таухид шухуди);
- постижение того, что нет ничего сущего, кроме Аллаха (таухид вуджуди).

Последняя форма таухида была свойственна учению Ибн Араби, которое позже стали квалифицировать как учение о «единстве бытия» (вахдат аль-вуджуд).

## Сущность и атрибуты Аллаха
Для обозначения «божественных атрибутов» мусульмане используют термин сифат. Впервые этот термин был введён мутазилитами. На первых этапах развития калама эквивалентом сифата выступал термин маани («значения», «смыслы», «идеи»). Некоторые мутакаллимы (Абу Шахим аль-Джуббаи, аль-Бакиллани, аль-Джувайни и Фахруддин ар-Рази) вместо термина сифат использовали термин ахваль («состояния», модусы), ввиду чего их называли «сторонниками концепции состояний» (асхаб аль-ахваль).

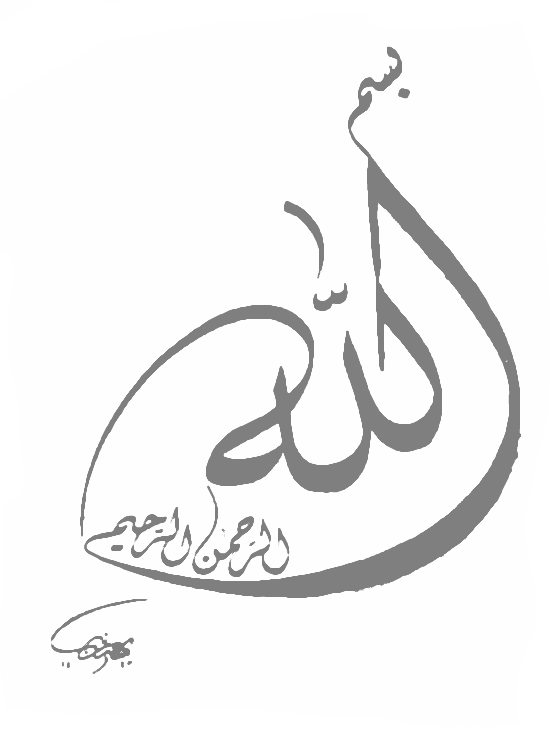

Признание наличия у Аллаха положительных атрибутов получило наименование «исбат» («утверждение»), а его сторонники назывались «сифатитами»; отрицание же этого именовалось «татилем» («лишение» Аллаха атрибутов), а его сторонники — «муаттиля». К муаттиля относили фаласифа (Ибн Сину и его последователей), которые приписывали Аллаху только соотносительные атрибуты (сифат аль-идафа), такие, как «первопричина», и атрибуты отрицающие (сифат ас-сальб), такие, как «извечный». Как татиль (лишение) квалифицировалась также точка зрения мутазилитов, которые не признавались в реальности сифатов в качестве характеристик («знание», «могущество» и т. п.).
Согласно наиболее распространённой классификации, сифаты делились на сущностные атрибуты (сифат аз-затзатийа, например «самодостаточный») и атрибуты действия (сифат аль-филь, например «питающий»). Встречается также деление атрибутов на сущностные (затия, нафсия), описательные (васфия, манавия, хабария, например «знание», «жизнь»,) и атрибуты действия (филия).
Суфии выделяли сифаты красоты (сифат аль-джамаль, например «знающий»), атрибуты величия (сифат аль-джалаль, например «великий», «могущественный») и атрибуты совершенства (сифат аль-камаль, например «творец», «самодостаточный»). Помимо этого суфии говорили о божественных именах (аль-асма аль-иляхия), приложимых к самому Аллаху, его атрибутам и действиям и соответственно делившихся у них на сущностные (затия, например Аллах), атрибутивные (сифатия, например «знающий») и обозначающие действия (афалия, например «творец»).
Ашариты считали сифаты и не тождественными самому Аллаху, его сущности (зат), и не отличными от него. Асхаб аль-ахваль характеризовали модусы Аллаха как нечто и несущее, и не несущее. В спекулятивном суфизме (Ибн Араби и др.) имена Аллаха рассматривались как аспекты божества, различающиеся не сами по себе, а в зависимости от нашей установки (би-ль-итибар). Суфии и матуридиты говорили об извечности сифатов всех разрядов, а ашариты признавали извечность лишь сущностных атрибутов.